# کلوم هود

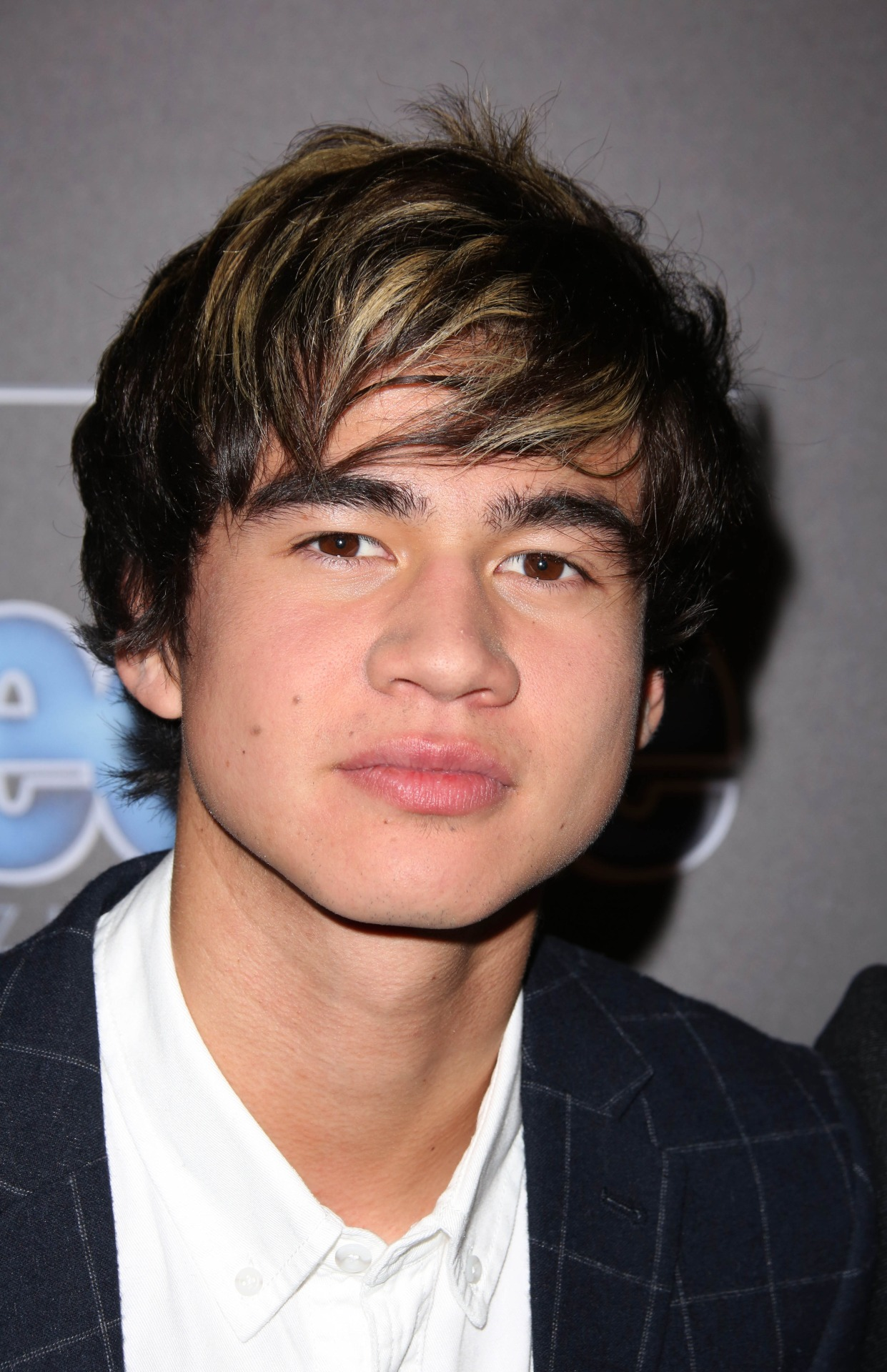
تصویری از کلوم هود

کَلوم توماس هود (Calum Thomas Hood) متولد ۲۵ ژانویهٔ ۱۹۹۶، یک خواننده و ترانه‌سرای استرالیایی است که به عنوان عضوی از گروه فایو سکندز آو سامر شناخته می‌شود.
از سال ۲۰۱۴ گروه فایو ساس بیش از ۹ میلیون کپی از آلبوم‌هایشان و ۲ میلیون از بلیط کنسرت‌هایشان در کل دنیا به فروش رسانده‌است، همچنین آهنگ‌های فایو ساس با داشتن بیشتر از ۷ میلیارد استریم، این گروه را به موفق‌ترین گروه موسیقی صادراتی استرالیا در تاریخ بدل کرده‌است.

## اوایل زندگی
کلوم توماس هود در روز ۲۵ ژانویه ۱۹۹۶ در مانت درویت، نیو ساوت ولز به دنیا آمد. پدرش، دیوید هود، یک کارمند سابق کوکاکولا و مادرش، جوی هود، در صنعت بازنشستگی فعالیت می‌کرد. وی از طرف پدرش رگی اسکاتلندی و از طرف مادرش رگی مائوری دارد. هود برادر کوچکتر خواننده و ترانه‌سرا، مالی هود است. هود کودکی‌اش را «طبقهٔ متوسط» و «نه پر زرق و برق‌ترین زندگی» می‌نامد. هود مدرسهٔ ابتدایی نوروست تحصیل می‌کرد، جایی که با همگروه آینده‌اش، مایکل کلیفورد، در کلاس سوم دوست شد. برای تحصیلات دبیرستانی، هود کالج کاتولیک نوروست را برگزید، حایی که در آ ن بعد از بازخوانی آهنگی از گروه سکند سرنید با همگروه آینده‌اش لوک همینگز آشنا شد.
در طول کودکی و نوجوانی‌اش، هود علاقه‌ای شدید به ورزش پیدا کرد، به خصوص فوتبال که «آینده‌ای روشن» برایش در آن برایش پیشبینی می‌شد. او برای آموزش حرفه‌ای به کمپ فوتبالی در برزیل رفت. با این حال، پس از تشکیل گروه فایو سکندز آو سامر در سال ۲۰۱۲ به لندن رفته و حرفهٔ فوتبال را رها کرد تا بتواند روی موسیقی تمرکز کند. هود همچنین اعلام کرد «یک دورهٔ یک‌ماهه وجود داشت که پدر و مادرم تصور می‌کردند بزرگترین اشتباه زندگی‌ام را کرده‌ام. مادرم همهٔ لباس‌هایم را از کمدم بیرون انداخت؛ و من خانه را به مقصد لندن ترک کردم[...]، در آن لحظه یکی از بزرگترین تصمیم‌های زندگی‌ام را گرفتم؛ و اعلان نتیجهٔ خوبی می‌بینم.» وی به دنبال تصمیم بر رها کردن فوتبال، در سال ۲۰۱۲ دبیرستان را هم ترک کرد.

## زندگی حرفه‌ای
در سال ۲۰۱۱، کلوم هود، مایکل کلیفورد و لوک همینگز شروع به آپلود ویدئوهایی از خودشان حین بازخوانی آهنگ‌های هنرمندان در کانال یوتویوب همینگز کردند. این سه نفر یک دوست مشترک به نام اشتون ایروین را به گروه و ویدئوهایشان اضافه کردند و به این ترتیب گروه فایو سکندز آو سامر تشکیل شد. پس از گدشت چند ماه، گروه نظر شرکت‌های بزرگ موسیقی را به خود جلب کرد و یک قرارداد انتشار موسیقی با انتشارات موسیقی سونی/ای‌تی‌وی، امضاء کرد. هود به همراه هم‌گروهی‌هایش ۴ آلبوم استدیوئی با موفقیت‌های جهانی با نام‌های 5Seconds Of Summer (2014), Sounds Good Feels Good (2015), Youngblood (۲۰۱۸) و Calm (۲۰۲۰) منتشر کرده‌است.
جدا از گروه، هود در ترانه‌سرایی با هنرمندان دیگری از جمله گروه راک بلک ویل برایدز و گروه Makeout همکاری کرده‌است.

## زندگی شخصی
در سال ۲۰۱۷، گزارش شد که هود یک خانه در هالیوود هیلز در نزدیکی لس انجلس خریده‌است که قبلاً متعلق به ریچی کوتزن بود. تخمین زده می‌شود که در سال ۲۰۲۰ ارزش خالص دارایی‌های کلوم هود حدود ۲۵ میلیون دلار بوده‌است.

## دیسکوگرافی
مفالهٔ اصلی: فایو سکندز آو سامر

#### واگذاری حق تهیهٔ موسیقی
| سال  | عنوان                | هنرمند            | آلبوم         | نقش     |
| ---- | -------------------- | ----------------- | ------------- | ------- |
| ۲۰۱۷ | "Childish"           | Makeout           | The Good Life | آهنگساز |
| ۲۰۱۷ | "Lisa"               | Makeout           | The Good Life | آهنگساز |
| ۲۰۱۷ | "Crazy"              | Makeout           | The Good Life | آهنگساز |
| ۲۰۱۷ | "Ride It Out"        | Makeout           | The Good Life | آهنگساز |
| ۲۰۱۷ | "Clockwork"          | Makeout           | The Good Life | آهنگساز |
| ۲۰۱۷ | "Open Minded"        | Makeout           | The Good Life | آهنگساز |
| ۲۰۱۷ | "You Can't Blame Me" | Makeout           | The Good Life | آهنگساز |
| ۲۰۱۷ | "Till We're Gone"    | Makeout           | The Good Life | آهنگساز |
| ۲۰۱۷ | "Salt Lake City"     | Makeout           | The Good Life | آهنگساز |
| ۲۰۱۷ | "Secrets"            | Makeout           | The Good Life | آهنگساز |
| ۲۰۱۷ | "Where's My Charger" | Makeout           | The Good Life | آهنگساز |
| ۲۰۱۷ | "Blast Off"          | Makeout           | The Good Life | آهنگساز |
| ۲۰۱۸ | "Wake Up"            | Black Veil Brides | Vale          | آهنگساز |